# Tsukamurella soli
Tsukamurella soli es una bacteria grampositiva del género Tsukamurella. Fue descrita en el año 2010. Su etimología hace referencia al suelo. Es aerobia, catalasa positiva y oxidasa negativa. Tiene un tamaño de 0,9-1,0 μm de ancho y 2,3-6,0 μm de largo. Las colonias en agar R2A son blancas, secas e irregulares. Temperatura de crecimiento entre 10-35 °C, óptima de 30 °C. Se aisló de una muestra de suelo en Corea del Sur.